# ديدييه لانغ
ديدييه لانغ (بالفرنسية: Didier Lang)‏ هو لاعب كرة قدم فرنسي، ولد في 15 ديسمبر 1970 في متز في فرنسا. لعب مع سبورتينغ لشبونة ونادي تروا ونادي سوشو ونادي لومان ونادي ميتز.

## وصلات خارجية
- ديدييه لانغ على موقع قاعدة بيانات كرة القدم.إي يو (الإنجليزية)